# The Weather Channel
The Weather Channel é um canal de televisão por cabo e por satélite sediado em Atlanta, nos Estados Unidos, controlado por um consórcio composto por três empresas: NBCUniversal, Blackstone Group e Bain Capital.
Lançado em 2 de Maio de 1982, o canal transmite informações de previsão do tempo, entre outras notícias relacionadas ao tempo e clima, além de análises, documentários, e programas de entretenimento baseados nesses tópicos.
Em 28 de Outubro de 2015, a multinacional IBM anunciou a compra da maior parte dos ativos operacionais da empresa, incluindo análise de dados climáticos, o site weather.com e a marca, mas não comprou o canal de televisão. A empresa licencia os dados da previsão do tempo da IBM.

## História
Foi idealizado por Frank Batten, proprietário da empresa Landmark Communications, para transmitir a previsão do tempo e cobertura de fenômenos meteorológicos 24 horas por dia. 
No dia 2 de maio de 1982, a emissora entrou no ar. Ele comprou a ideia do famoso homem do tempo do programa Good Morning America, John Coleman. O canal foi o primeiro a surgir na mídia especializado em previsão do tempo, furacões e tempestades. Frank definia seu canal especializado como “Weather forecast that will never end”, ou "Previsão de tempo que nunca terminará". Em pouco tempo, o The Weather Channel conquistou reputação de mídia mais confiável na questão previsão do tempo.
Inicialmente o canal era abastecido pelas previsões meteorológicas do NOAA (National Oceanic and Atmospheric Administration – Administração Oceânica e Atmosférica Nacional). No ano de 1996, a empresa lançou uma extensão do canal, com a estreia do site na internet. O empreendimento foi consierado um sucesso, e outros sites específico de outros países (como se vê na tabela ao lado, foram lançados).

### Venda
No dia 7 de julho de 2008, divulgaram a venda da emissora, e dos sites que pertencem a ela para a NBCUniversal, Blackstone Group e a Bain Capital por 3,5 bilhões de dólares.

### Compra pela IBM
Em 28 de Outubro de 2015, a multinacional IBM anunciou a compra da maior parte dos ativos operacionais da empresa, incluindo análise de dados climáticos, o site weather.com e a marca, mas não comprou o canal de televisão. A empresa licencia os dados da previsão do tempo da IBM.